# Feldhockey-Bundesliga 1969/70 (Herren)
In der Saison 1969/70 wurde die Bundesliga eingeführt. Die beiden Gruppensieger spielten den Deutschen Meister aus, die beiden Gruppenletzten stiegen ab.
| Pl. | Club              | Tore  | Pkt. |
| --- | ----------------- | ----- | ---- |
| 1.  | Rot-Weiß Köln     | 27:15 | 16:4 |
| 2.  | Uhlenhorster HC   | 26:24 | 12:8 |
| 3.  | Schwarz-Weiß Köln | 28:20 | 9:11 |
| 4.  | Gladbacher HTC    | 16:27 | 8:12 |
| 5.  | DHC Hannover      | 16:18 | 8:12 |
| 6.  | Klipper THC       | 13:22 | 6:14 |

| Pl. | Club               | Tore  | Pkt.  |
| --- | ------------------ | ----- | ----- |
| 1.  | SC Frankfurt 1880  | 22:6  | 18:2  |
| 2.  | Berliner HC        | 24:15 | 11:9  |
| 3.  | HC Ludwigsburg     | 12:12 | 10:10 |
| 4.  | HC Heidelberg      | 10:11 | 10:10 |
| 5.  | Rot-Weiß München   | 10:18 | 7:13  |
| 6.  | TSG Kaiserslautern | 4:20  | 4:16  |

Endspiel um die Deutsche Meisterschaft in Köln: RW Köln – SC Frankfurt 1880 0:3